# ワールドワイド (エヴリシング・バット・ザ・ガールのアルバム)
『ワールドワイド』 (原題 :Worldwide) は、イギリスの音楽バンドであるエヴリシング・バット・ザ・ガールが1991年に発表したアルバムである。

## 収録曲
1. オールド・フレンズ - Old Friends
2. アンダースタンディング - Understanding
3. ユー・リフト・ミー・アップ - You Lift Me Up
4. トーク・トゥ・ミー・ライク・ザ・シー - Talk to Me Like the Sea
5. ブリティッシュ・サマータイム - British Summertime
6. トゥイン・シティーズ - Twin Cities
7. フローズン・リバー - Frozen River
8. ワン・プレイス - One Place
9. ポリティックス・アサイド - Politics Aside
10. ボクシング & ポップ・ミュージック - Boxing and Pop Music
11. フィール・オールライト - Feel Alright

『ワン・プレイス』にはイギリスの作家であるブルース・チャトウィンからの引用部分が歌詞にあり、アルバムのクレジットにも記載されている。